# Bontebok-Nationalpark
Der Bontebok-Nationalpark (englisch Bontebok National Park) liegt nahe der Stadt Swellendam im Distrikt Overberg, Provinz Westkap in Südafrika. Die Entfernung nach Kapstadt und George beträgt jeweils 240 Kilometer. 
Der 1931 ursprünglich zum Schutz der letzten 30 frei lebenden Buntbock-Antilopen (Damaliscus pygargus) gegründete Nationalpark umfasst lediglich ein Gebiet von rund 20 km² und ist damit der kleinste der südafrikanischen Nationalparks. Die Zahl der Buntböcke wird heute bei 200 gehalten, da eine größere Anzahl ökologisch hier nicht zu vertreten ist. Der Nationalpark kann mit dem eigenen Pkw durchfahren werden und beherbergt heute ferner eine Reihe von weiteren Antilopenarten. Vor einigen Jahren wurde auch das seltene Kap-Bergzebra im Park eingeführt; zurzeit leben dort 22 Zebras.
Das Klima ist mild; die jährliche Niederschlagsmenge beträgt etwa 500 mm.
Im Zentrum des Parks, nahe dem Breede River, liegt das „Restcamp“ Lang Elsies´s Kraal (benannt nach einer Khoi-Khoi-Häuptlingsfrau, welche hier zwischen 1734 und 1800 lebte). Vom Park aus hat man einen guten Blick auf die nördlich gelegenen Langeberge.

## Fauna und Flora
Neben den Buntböcken und Bergzebras leben eine Vielzahl weiterer Säugetierarten im Park, darunter Erdwölfe, Ginsterkatzen, Goldmulle, Graumulle, Honigdachse, Ichneumon, Kapfüchse, Kap-Greisböcke, Kapotter, Karakale, Klippschliefer, Kronenducker, Kuhantilopen, Löffelhunde, Mangusten, Rehantilopen, Stachelschweine, Steinböckchen und Zorillas.
Im Park wurden bereits über 200 Vogelarten gesichtet, etwa Stanleytrappe (Neotis denami), Paradieskranich, Sporngans, Sekretär (Sagittarius serpentarius), Gackeltrappe, Nektarvögel und der Würgerschnäpper. Es gibt dort außerdem drei Schildkrötenarten, die Pantherschildkröte (Geochelone pardalis), die Afrikanische Schnabelbrustschildkröte (Chersina angulata) und die Flachschildkröte (Homopus arealatus).
Der Park bietet auch Lebensraum für elf Froscharten, von denen Bufo rangeri die häufigste ist.

## Galerie

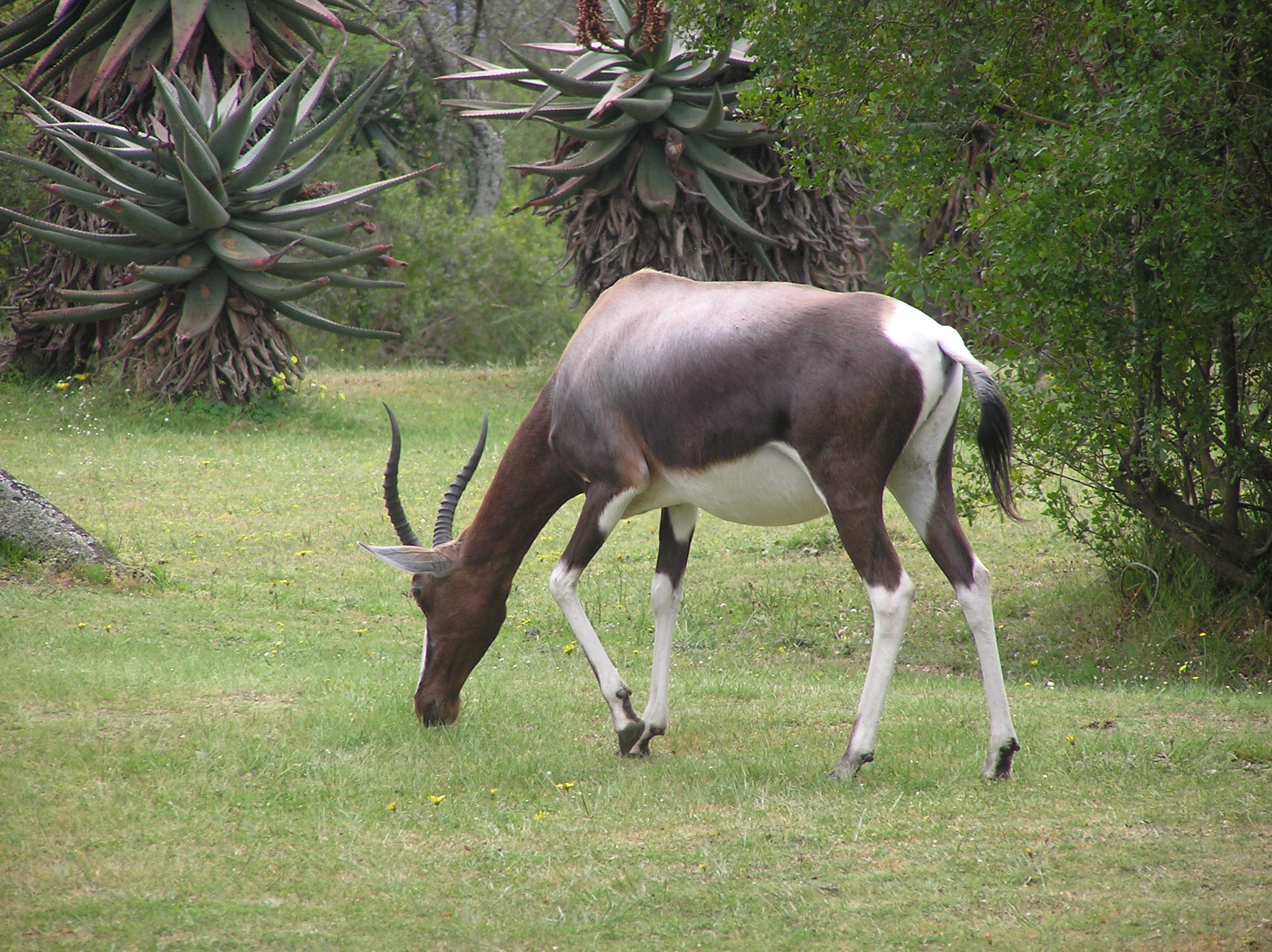
Buntbock
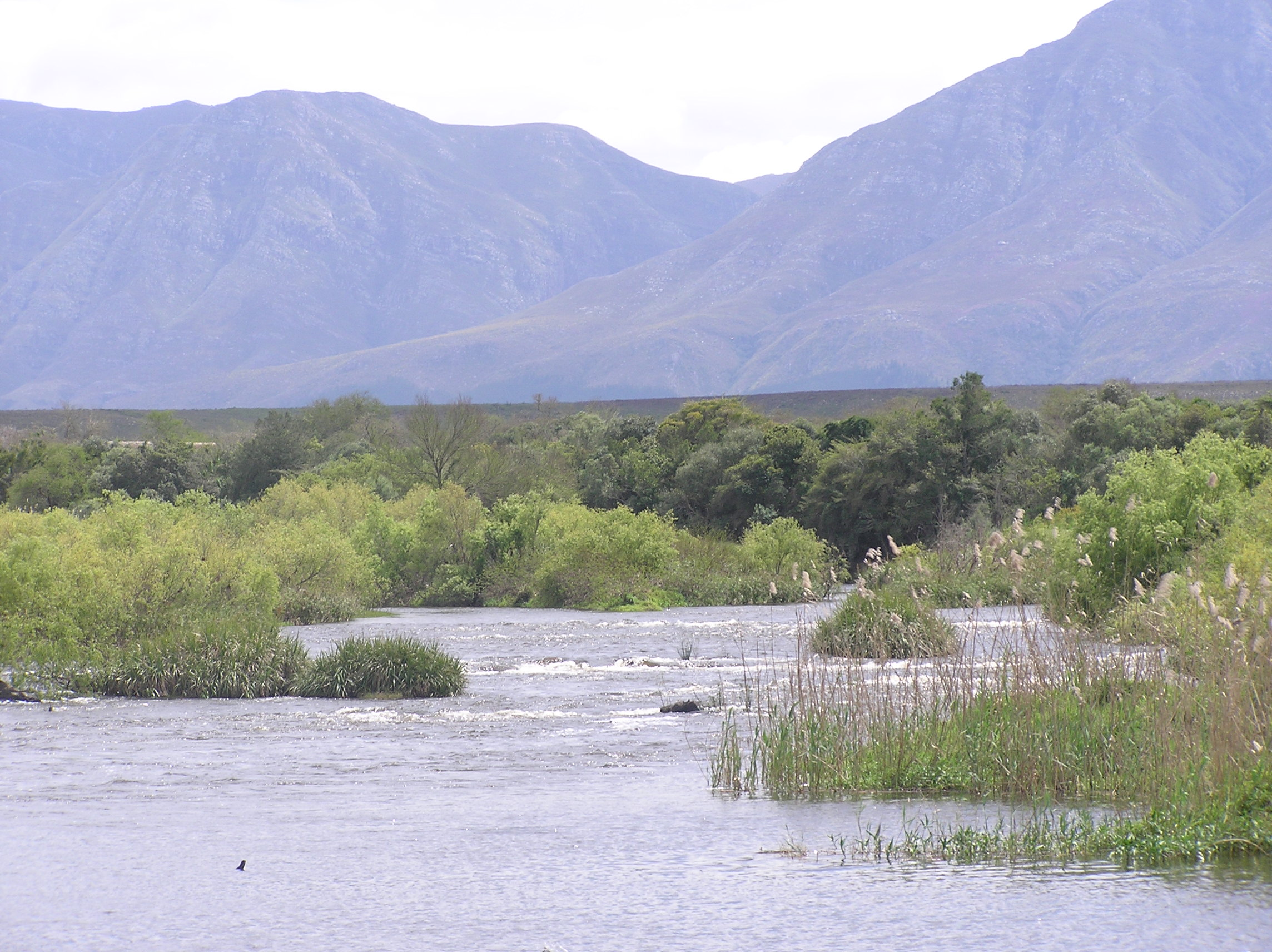
Breede River vor Langeberg Mountains